# Número colosalmente abundante

Función sigma σ_{1}(n) hasta n = 250

En matemáticas, un número colosalmente abundante (a veces abreviado como CA) es un número natural que posee numerosos divisores de acuerdo con una definición particular y rigurosa. Formalmente, se dice que un número n es colosalmente abundante si existe un ε > 0 tal que para todo k > 1,
{\displaystyle {\frac {\sigma (n)}{n^{1+\varepsilon }}}\geq {\frac {\sigma (k)}{k^{1+\varepsilon }}}}
donde σ denota la función suma de divisores. Todos los números colosalmente abundantes también son números superabundantes, pero la afirmación recíproca no es cierta.
Los primeros 15 números colosalmente abundantes, 2, 6, 12, 60, 120, 360, 2520, 5040, 55440, 720720, 1441440, 4324320, 21621600, 367567200, 6983776800 (sucesión A004490 en OEIS) son también los primeros 15 números altamente compuestos superiores, pero ninguno de los dos es un subconjunto del otro.

## Historia

Diagrama de Euler de los números menores de 100, clasificados como abundantes, abundantes primitivos, altamante abundantes, superabundantes, colosalmente abundantes, altamente compuestos, altamente compuestos superiores, extraños y perfectos en relación con su deficiencia y composición de factores

Factores de potencia prima

Los números colosalmente abundantes fueron estudiados por primera vez por Ramanujan y sus hallazgos estaban destinados a incluirse en su artículo de 1915 sobre números altamente compuestos. Desafortunadamente, el editor de la revista a la que Ramanujan envió su trabajo, la London Mathematical Society, estaba en dificultades financieras en ese momento y Ramanujan acordó eliminar algunos aspectos del trabajo para reducir el costo de impresión. Sus hallazgos estaban en su mayoría condicionados por la hipótesis de Riemann y con esta suposición encontró límites superior e inferior para el tamaño de números colosalmente abundantes y demostró que lo que se conocería como la función divisor (ver más abajo) se cumple para todos los valores suficientemente grandes de n.
La clase de números se reconsideró en una forma un poco más fuerte en un artículo de 1944 de Leonidas Alaoglu y Paul Erdős en el que intentaron extender los resultados de Ramanujan.

## Propiedades
Estos números son una de varias clases de números enteros que intentan capturar la noción de tener muchos divisores. Para un entero positivo n, la función suma de divisores σ(n) da la suma de todos los números que dividen a n, incluido el 1 y el propio n. Paul Bachmann demostró que, en promedio, σ(n) está alrededor de p2n / 6. Mientras tanto, el teorema de Grönwall afirma que el orden máximo de σ(n) es ligeramente mayor, específicamente hay una secuencia creciente de enteros n tal que para estos enteros σ(n) tiene aproximadamente el mismo tamaño que eγn log(log(n)), donde γ es la constante de Euler-Mascheroni. Por lo tanto, los números colosalmente abundantes capturan la noción de tener muchos divisores al exigirles que maximicen, para algún ε > 0, el valor de la función
{\displaystyle {\frac {\sigma (n)}{n^{1+\varepsilon }}}}
sobre todos los valores de n. Los resultados de Bachmann y Grönwall aseguran que para cada ε > 0 esta función tiene un máximo y que a medida que ε tiende a cero estos máximos aumentarán. Por lo tanto, hay infinitos números colosalmente abundantes, aunque son bastante escasos, con solo 22 de ellos hasta 1018.
Al igual que con los números altamente compuestos superiores, la siguiente aplicación monótona de los números reales positivos proporciona una construcción efectiva del conjunto de todos los números colosalmente abundantes. Sea
{\displaystyle e_{p}(\varepsilon )=\left\lfloor {\frac {\ln \left(1+\displaystyle {\frac {p-1}{p^{1+\varepsilon }-p}}\right)}{\ln p}}\right\rfloor \quad }
para cualquier número primo p y siendo {\displaystyle \varepsilon } un número real positivo. Entonces
{\displaystyle \quad s(\varepsilon )=\prod _{p\in \mathbb {P} }p^{e_{p}(\varepsilon )}\ } es un número colosalmente abundante.
Para cada ε la función anterior tiene un máximo, pero no es obvio, y de hecho no es cierto, que para cada ε este valor máximo sea único. Alaoglu y Erdos estudiaron cuántos valores diferentes de n podrían dar el mismo valor máximo de la función anterior para un valor dado de ε. Demostraron que para la mayoría de los valores de ε habría un único entero n que maximizaba la función. Más tarde, sin embargo, Erdos y Jean-Louis Nicolas demostraron que para un cierto conjunto de valores discretos de ε podría haber dos o cuatro valores diferentes de n dando el mismo valor máximo.
En su artículo de 1944, Alaoglu y Erdős conjeturaron que la proporción de dos números colosalmente abundantes consecutivos siempre fue un número primo. Demostraron que esto se seguiría de un caso especial de la conjetura de los cuatro exponenciales en teoría de números transcendentales, específicamente que para dos números primos distintos p y q, los únicos números reales t para los cuales ambos pt y qt son racionales, son precisamente los números enteros positivos. Usando el resultado correspondiente para tres números primos, un caso especial del teorema de los seis exponenciales que Siegel afirmó haber probado, lograron demostrar que el cociente de dos números colosalmente abundantes consecutivos siempre es un primo o un número semiprimo (es decir, un número con solo dos factores primos). El cociente nunca puede ser el cuadrado de un número primo.
La conjetura de Alaoglu y Erdős sigue abierta, aunque se ha comprobado hasta al menos 107. Si es cierto significaría que existe una secuencia de números primos no distintos p1, p2, p3,... tal que el número colosalmente abundante n sea de la forma
{\displaystyle c_{n}=\prod _{i=1}^{n}p_{i}}
Asumiendo que la conjetura se cumple, esta secuencia de primos comienza por 2, 3, 2, 5, 2, 3, 7, 2 (sucesión A073751 en OEIS). La conjetura de Alaoglu y Erdos también significaría que ningún valor de ε da cuatro enteros diferentes n como máximos de la función anterior.

## Relación con la hipótesis de Riemann
En la década de 1980, Guy Robin demostró que la hipótesis de Riemann es equivalente a la afirmación de que la siguiente desigualdad es verdadera para todo n > 5040: (donde γ es la constante de Euler-Mascheroni)
{\displaystyle \sigma (n)<e^{\gamma }n\log \log n\approx 1.781072418n\log \log n\,}
Se sabe que esta desigualdad falla para 27 números (sucesión A067698 en OEIS):
2, 3, 4, 5, 6, 8, 9, 10, 12, 16, 18, 20, 24, 30, 36, 48, 60, 72, 84, 120, 180, 240, 360, 720, 840 , 2520, 5040
Robin demostró que si la hipótesis de Riemann es verdadera, entonces n = 5040 es el último entero para el que falla. La desigualdad ahora se conoce como la desigualdad de Robin después de su trabajo. Se sabe que la desigualdad de Robin, si alguna vez falla, fallará para un número n colosalmente abundante. Por lo tanto, la hipótesis de Riemann es de hecho equivalente a la desigualdad de Robin que se cumple para todo número colosalmente abundante n > 5040.
En 2001–2, Lagarias demostró una forma alternativa de la afirmación de Robin que no requiere excepciones, utilizando números armónicos en lugar de logaritmos:
{\displaystyle \sigma (n)<H_{n}+\exp(H_{n})\log(H_{n})}
O, aparte de las 8 excepciones de n = 1, 2, 3, 4, 6, 12, 24, 60:
{\displaystyle \sigma (n)<\exp(H_{n})\log(H_{n})}